# Joseph DePietro
Joseph Nicholas „Joe“ DePietro (* 10. Juni 1914 in Paterson, New Jersey; † 19. März 1999 in Fair Lawn9, New Jersey) war ein US-amerikanischer Gewichtheber.

## Karriere
DePietro stammte von italienischen Einwanderern ab und wuchs in Paterson, New Jersey auf. Er war schon über 20 Jahre alt, als er mit dem Gewichtheben begann und gehörte, als er 1942 erstmals bei den US-Meisterschaften startete, noch keinem Verein an. Er brachte für diese Sportart ausgezeichnete physische Verhältnisse mit: Er war klein und leicht, aber sehr kräftig. DePietro hatte so kurze Arme, dass er die Hantel beim beidarmigen Reißen, wo diese ja normalerweise sehr weit gefasst wird, genau so fassen musste, wie beim beidarmigen Stoßen, um sie über den Kopf zu bringen. Seine Stärke war das beidarmige Drücken, worin er auch Weltrekorde aufstellte.

## Erfolge

### Internationale Erfolge
(OS = Olympische Spiele, WM = Weltmeisterschaft, Ba = Bantamgewicht, Fe = Federgewicht)
- 1947, 1. Platz, WM in Philadelphia, Ba, mit 300 kg, vor Richard Tom, USA, 287,5 kg und Rosario Smith, Kanada, 277,5 kg;
- 1948, Olympiasieger, OS in London, Ba, mit 307,5 kg, vor Julian Creus, Großbritannien, 297,5 kg und Tom, 295 kg;
- 1949, 3. Platz, WM in Scheveningen, Ba, mit 295 kg, hinter Mahmoud Namdjou, Iran, 312,5 kg und Kemal Mahgoub, Ägypten, 295 kg;
- 1951, 1. Platz, PanAm Games, in Buenos Aires, Ba, mit 282,5 kg, vor Rodriguez, Kuba, 262,5 kg und Salas, Mexiko, 257,5 kg.

### USA-Meisterschaften
Joe DePietro gewann die Meisterschaft in folgenden Jahren: 1942 mit 257,5 kg, 1943 mit 265 kg, 1945 mit 280 kg, 1946 mit 290 kg, 1947 mit 280 kg, 1948 mit 307,5 kg, 1949 mit 282,5 kg, 1950 mit 287,5 kg und 1951 mit 290 kg.

### Weltrekorde
im beidarmigen Drücken:
- 102,5 kg, 1947 in Philadelphia, Ba,
- 105 kg, 1948 in London, Ba,
- 106,5 kg, 1948 in Philadelphia, Fe

im olympischen Dreikampf:
- 300 kg, 1947 in Philadelphia, Ba,
- 312,5 kg, 1948 in Philadelphia, Ba